# Machagondahalli, Dod Ballapur
Machagondahalli là một làng thuộc tehsil Dod Ballapur, huyện Bangalore Rural, bang Karnataka, Ấn Độ.